# トニセンロード〜とりあえず行ってみよ〜
『トニセンロード〜とりあえず行ってみよ〜』は、フジテレビTWO、SPOOXで2022年4月15日から毎週第2・第4金曜日23:30から放送されている旅バラエティ番組。20th Century（トニセン）の初の冠レギュラー番組である。SPOOXでは2022年3月30日からエピソード0が独占配信、以降エピソード12までが配信されている。全12回。

## 出演者
- 20th Century（トニセン）- 坂本昌行 / 長野博 / 井ノ原快彦
- ナレーション：針谷桂樹

## 主題歌
「風に預けて」20th Century(トニセン)

## 放送リスト
| 回  | 初回放送日 | サブタイトル                               | ロケ地          | 備考                                   |
| --- | ---------- | ------------------------------------------ | --------------- | -------------------------------------- |
| #0  | 2022/03/30 | （なし）                                   |                 | ※SPOOX独占エピソード                   |
| #1  | 2022/04/15 | 20年ぶりの『頑張ります！』                 | 千葉県 房総半島 | ツーリング                             |
| #2  | 2022/04/29 | あの人 本気だからな                        | 千葉県 房総半島 | ポルシェ・エクスペリエンスセンター東京 |
| #3  | 2022/05/13 | あの人 ストレスのかたまり                  | 千葉県 房総半島 | ポルシェ・エクスペリエンスセンター東京 |
| #4  | 2022/05/27 | 俺たち 歌手だからさ                        | 千葉県 房総半島 | 屏風ヶ浦                               |
| #5  | 2022/06/10 | 日本のカリフォルニアだよね                 | 神奈川県 葉山町 | サイクリング                           |
| #6  | 2022/06/24 | 意外に剛が付き合ってくれるんだよトニセンに | 神奈川県 葉山町 | フィッシングボート                     |
| #7  | 2022/07/08 | 初対面は1回しかないから そこでやりたい     | 神奈川県 葉山町 | サイクリング                           |
| #8  | 2022/07/22 | ちみは素敵だ                               |                 | 主題歌レコーディング（グソクムズ）     |
| #9  | 2022/08/12 | 30年以上いるけどずーっと見れるわ井ノ原     | 静岡県 熱海市   | 酪農王国オラッチェ                     |
| #10 | 2022/08/26 | 天下取ったど、これ行こう！                 | 静岡県 熱海市   | 來宮神社、熱海トリックアート迷宮館     |
| #11 | 2022/09/09 | 晴れちゃうんだよね 俺たち                  | 静岡県 熱海市   | 初島                                   |
| #12 | 2022/09/23 | 終わっちゃうの？                           |                 | 主題歌映像収録（グソクムズ）、反省会   |